# Олимпия (футбольный клуб, Эльблонг)
«Олимпия» Эльблонг (пол. ZKS Olimpia Elbląg) — польский футбольный клуб из одноименного города в Варминьско-Мазурском воеводстве. Клуб основан в 1945 году, домашние матчи проводит на «Городском стадионе», вмещающем 7 000 зрителей. В Высшей лиге команда никогда не выступала, лучшим результатом является 8-е в Первой лиге в сезонах 1986/87.

## Прежние названия
- 1945—1946 — «Сирена» (пол. Syrena)
- 1946—1946 — «Стожния» (пол. Stocznia)
- 1946—1946 — «Олимпия» Эльблонг (пол. Olimpia Elbląg)
- 1946—1949 — «Табори» (пол. Tabory)
- 1949—1949 — «Огниво» (пол. Ogniwo)
- 1949—1951 — «Сталь» Эльблонг (пол. Stal Elbląg)
- 1951—1951 — «Будовлани» (пол. Budowlani)
- 1951—1954 — «Колеяж» (пол. Kolejarz)
- 1954—1955 — «Спожни» (пол. Spójnia)
- 1955—1955 — «Турбина» (пол. Turbina)
- 1955—1955 — «Олимпия» Эльблонг (пол. Olimpia Elbląg)
- 1955—1956 — «Спарта» Эльблонг (пол. Sparta Elbląg)
- 1956—1960 — «Полония» Эльблонг (пол. Polonia Elbląg)
- 1960—1992 — «Олимпия» Эльблонг (пол. Olimpia Elbląg)
- 1992—2002 — «Полония» Эльблонг (пол. Polonia Elbląg)
- 2002—н. в. — «Олимпия» Эльблонг (пол. Olimpia Elbląg)

## Достижения
- Кубок Польши
  - 1/8 финала: 1976/77
- Кубок Варминьско-Мазурское воеводство
  - Победитель (9): 1984/85, 1989/90, 1990/91, 1992/93, 1995/96, 2001/02, 2002/03, 2006/07, 2008/09
- Кубок юниоров (до 19 лет)
  - Вице-чемпион: 1989
  - Полуфинал: 2004